# Mossamyrtjärnen, Norrbotten
Mossamyrtjärnen är en sjö i Överkalix kommun i Norrbotten och ingår i Kalixälvens huvudavrinningsområde.